# Cultura della Corea

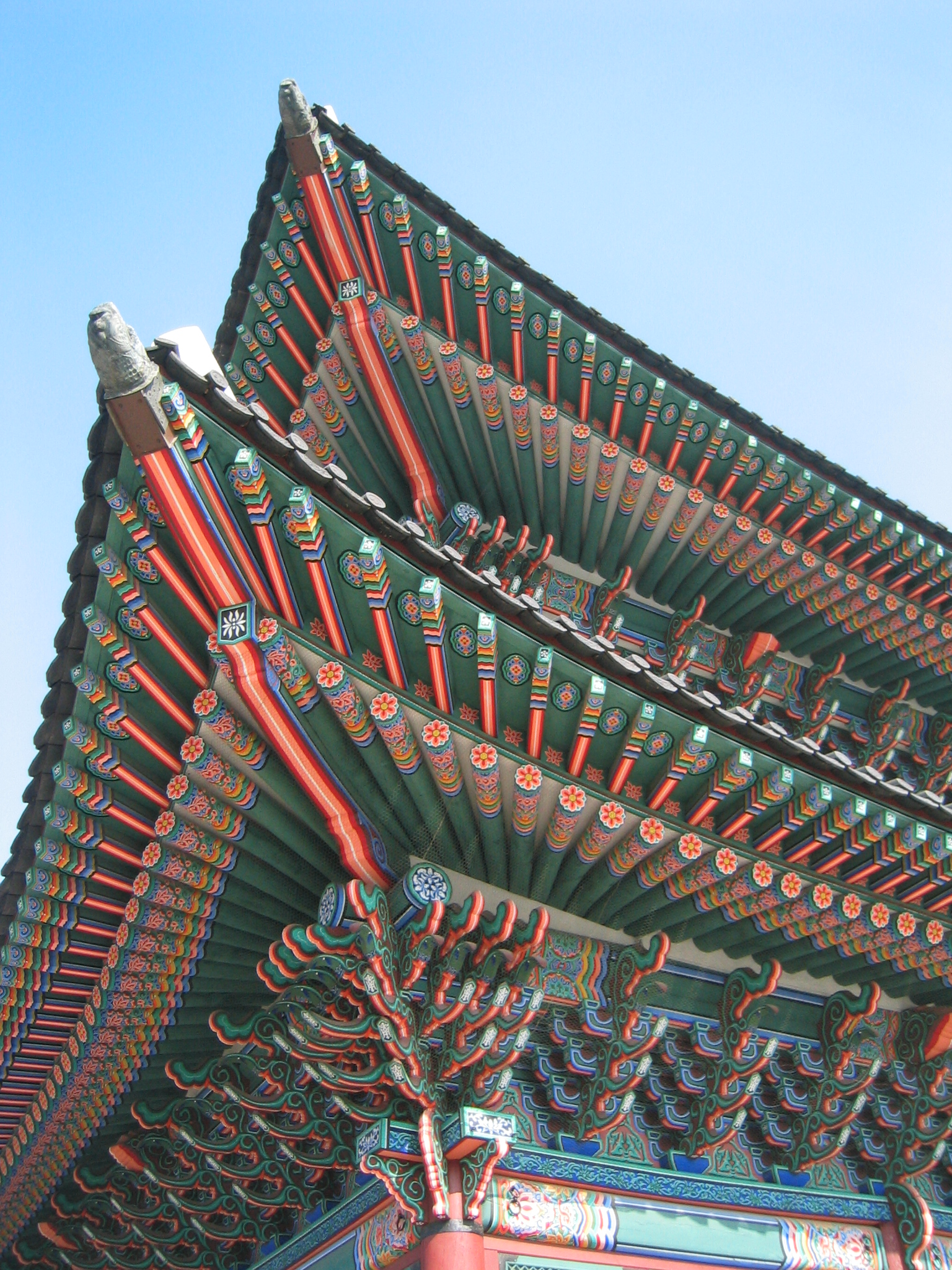
Dancheong, dipinti decorativi su un edificio presso il Palazzo di Gyeongbok

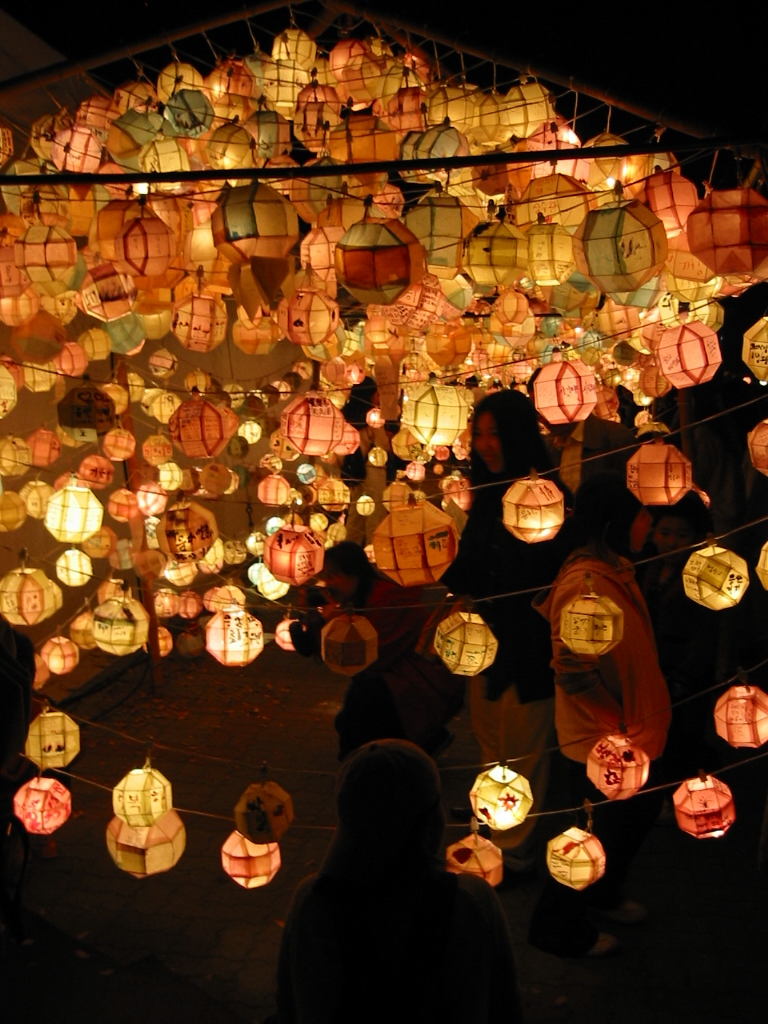
Festival delle lanterne di loto

La Corea, una delle più antiche ed ininterrotte civiltà del mondo, ha 2.000 anni di storia. La separazione politica della Corea del Nord e del Sud, iniziata nel 1948, ha prodotto una divergenza nelle moderne culture coreane; nondimeno, la tradizionale cultura della Corea è condivisa storicamente da entrambi gli stati. Sebbene i collegamenti storici tra Corea e Cina abbiano prodotto vaste influenze dalla Cina, la Corea è tuttavia riuscita a conservare una identità culturale distinta dal suo più grande vicino.

## Arti tradizionali

### Musica

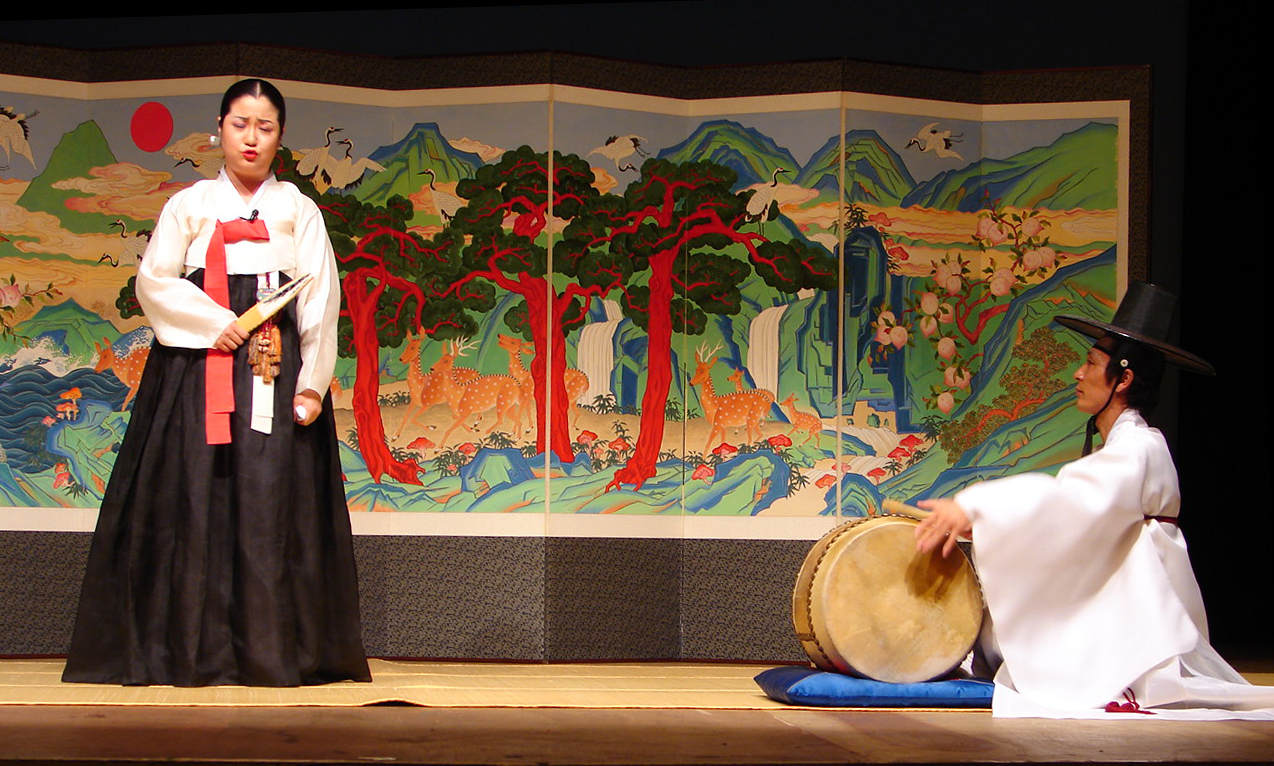
Pansori

A parte gli strumenti utilizzati, la musica tradizionale coreana è caratterizzata dall'improvvisazione. Un'esibizione pansori, arte del cantastorie, può durare per oltre otto ore durante le quali un'unica cantante si esibisce senza interruzioni.
Piuttosto che contrapporre velocità diverse com'è comune nella musica occidentale, la maggior parte della musica coreana tradizionale comincia con il movimento più lento per passare a tempi gradualmente più veloci. La musica di corte coreana, è chiamata aak. Il jeongak, detta musica aristocratica, è storicamente collegata alle classi dominanti. È eseguito con un tempo molto lento, con pulsazioni singole che prendono fino a tre secondi. La pulsazione eguaglia la velocità del respiro piuttosto che il battito cardiaco come nella maggior parte della musica occidentale, e appare statica e meditativa.
Il pungmul è la musica popolare della Corea ed è strettamente legato alla vita della gente comune. Come con il jeongak, l'improvvisazione è comune nel minsogak.
Gli strumenti musicali coreani tradizionali si possono dividere in tipi a fiato, a corda e a percussione. Gli strumenti a fiato, quasi tutti in bambù, comprendono il Piri (oboe cilindrico), il taepyeongso (ciaramella a canneggio conico), il daegeum (flauto traverso), il saenghwang (organo a bocca) e lo hun (ocarina). I cordofoni tradizionali, che hanno corde fatte di seta piuttosto che di filo. comprendono cetre come il gayageum, il geomungo e l'ajaeng, e lo haegeum, un viella a due corde, simile a un violino. Si usano moltissimi strumenti a percussione tradizionali, incluso il kkwaenggwari (piccolo gong), il jing (grande gong), il buk (tamburo a barile), il janggu (tamburo a clessidra), il bak (coppia di bacchette percossi l'un l'altra) ed il pyeonjong (batteria di campane di metallo), nonché l'eo (raschietto a forma di tigre) ed il chuk (scatola di legno).

### Danza

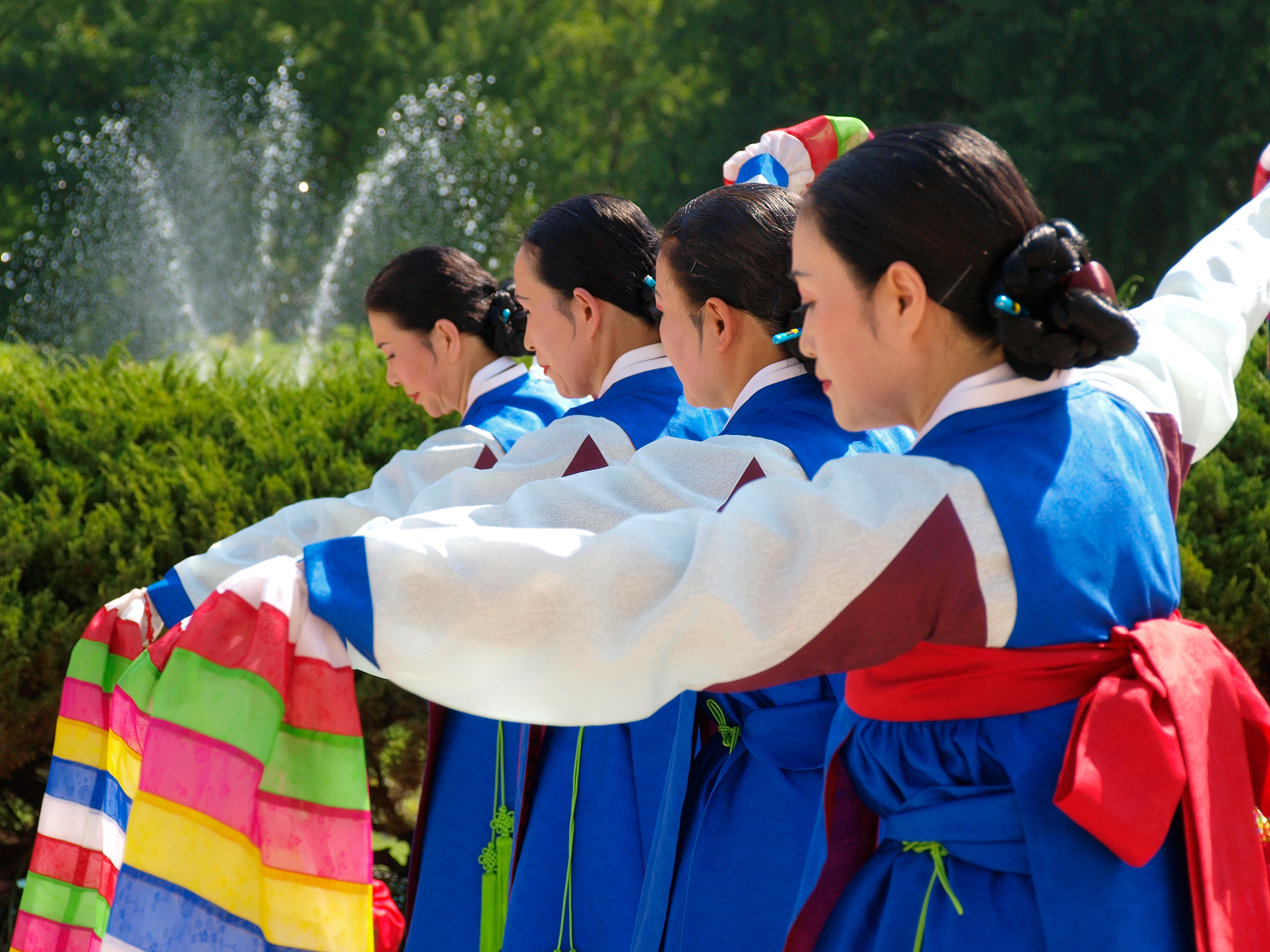
Jinju geommu

Come con la musica, vi è una distinzione tra le danze di corte e le danze popolari. Danze di corte comuni sono il jeongjaemu eseguito nei banchetti, e l'ilmu, eseguito nei rituali confuciani. Il jeongjaemu si divide in danze native (hyangak jeongjae) e forme importate dalla Cina (dangak jeongjae). L'ilmu a sua volta si divide in danza civile (munmu) e danza militare (mumu).
Le danze religiose comprendono tutte le esibizioni nei riti sciamanici (gut). Le danze secolari comprendono sia danze di gruppo che esibizioni individuali.
La coreografia tradizionale delle danze di corte si riflette in molte produzioni contemporanee.

### Pittura
I più antichi dipinti trovati sulla Penisola coreana sono petroglifi di tempi preistorici. Con l'arrivo del buddhismo dalla Cina, furono introdotte tecniche diverse. Queste tecniche si affermarono rapidamente come quelle tradizionali, ma le tecniche indigene sopravvissero ancora.
Vi è una tendenza verso il naturalismo con soggetti quali paesaggi realistici, fiori e uccelli che sono particolarmente popolari. L'inchiostro è il più comune materiale utilizzato, ed è dipinto su carta di gelso o seta.
Nel XVIII secolo le tecniche indigene erano avanzate, particolarmente nella calligrafia e nell'incisione dei sigilli.
Nella Corea del Nord le arti sono influenzate sia dalla tradizione che dal realismo. Ad esempio, il quasi fotografico Ora di pausa alla ferriera di Han mostra uomini muscolosi gocciolanti di sudore e che bevono acqua da coppe di latta in una soffocante fonderia. Il Picco Chonnyo del Monte Kumgang di Seon è un classico paesaggio coreano di imponenti scogliere avvolte dalle nebbie (fonte: The New York Times,). Le sorelle Duk Soon Fwhang e Chung Soon Fwang O'Dwyer, che fuggirono negli Stati Uniti alla fine degli anni 1950, evitano affermazioni apertamente politiche, e rendono soggetti della natura apparentemente benevoli - fiori, uccelli, campi, insetti, montagne - come zone di conflitto tempestose ed emotivamente cariche.

### Artigianato

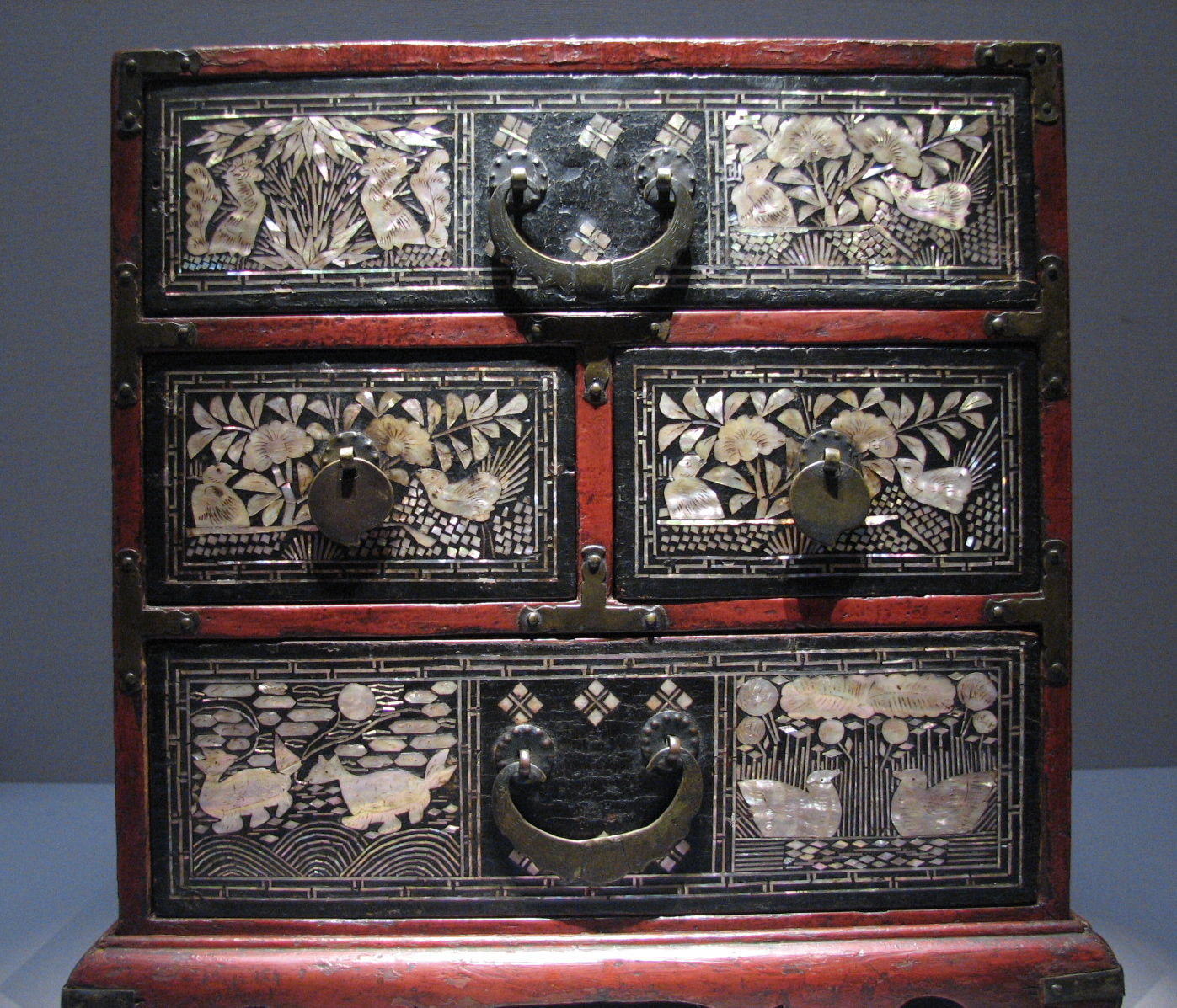
Cassettiera in lacca con intagli di madreperla, nel Museo nazionale di Corea a Seul.

Molti degli oggetti di artigianato prodotti in Corea rappresentano produzioni del tutto originali. La maggior parte di essi sono creati per un particolare uso quotidiano, dando spesso priorità all'aspetto pratico piuttosto che a quello estetico. Tradizionalmente, metallo, legno, tessuto, lacca e terracotta erano i principali materiali utilizzati, ma in seguito sono stati impiegati sporadicamente anche vetro, cuoio o carta.
Gli antichi lavori artigianali, come le terrecotte rosse e nere, condividono somiglianze con le terrecotte delle culture cinesi lungo il Fiume Giallo. I resti ritrovati dell'Età del bronzo, tuttavia, sono più caratteristici ed elaborati.
Sono stati portati alla luce molti sofisticati e raffinati oggetti di artigianato, comprese corone dorate, terrecotte modellate, vasi od ornamenti. Durante il periodo Goryeo era sviluppato l'uso del bronzo. L'ottone, che è rame con un terzo di zinco, è stato un materiale particolarmente popolare. La dinastia, tuttavia, è rinomata per il suo uso di oggetti di celadon.
Durante il periodo Joseon popolari oggetti di artigianato erano fatti di porcellana e decorati di vernice blu. Durante quel periodo era sviluppato anche l'artigianato in legno. Questo condusse a mobili più sofisticati, compresi armadi, cassettiere, tavoli o cassetti.

### Ceramica

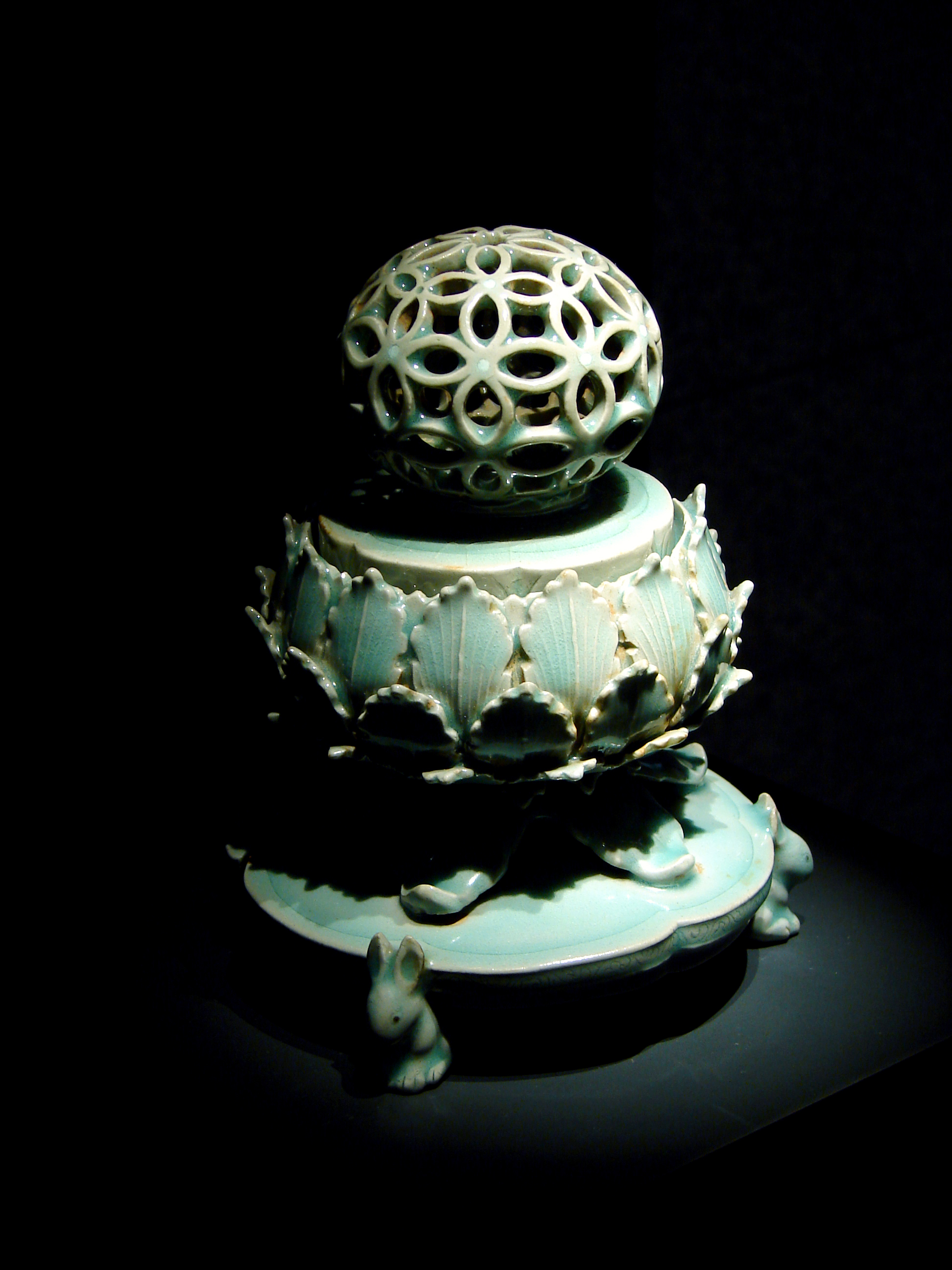
Un incensiere in celadon della dinastia Goryeo.

L'uso della terracotta sulla Penisola coreana risale al Neolitico. La storia della ceramica coreana è lunga e comprende sia le terrecotte coreane (uno sviluppo successivo del tradizionale uso di spirali) che l'argilla martellata per creare i primi manufatti votivi e sculturali. Durante il periodo dei Tre Regni, la terracotta era molto sviluppata a Silla. Essa veniva messa sul fuoco usando una fiamma disossidante, che creava il caratteristico colore celadon grigio azzurro. La superficie era decorata in rilievo con vari motivi geometrici.
Nel periodo Goryeo gli oggetti di celadon verde giada divennero più popolari. Nel XII secolo furono inventati sofisticati metodi di cesellatura, consentendo decorazioni più elaborate di diversi colori.
La porcellana bianca divenne popolare nel XV secolo, prendendo presto il posto degli articoli in celadon. La porcellana bianca era comunemente dipinta o decorata con il rame. Con le invasioni giapponesi della Corea nel XVI secolo, molti vasai furono rapiti in Giappone dove influenzarono profondamente la ceramica giapponese. Molte importanti famiglie di ceramisti giapponesi oggi possono far risalire la loro arte e i loro antenati questi vasai coreani che i Giapponesi rapirono a migliaia, ad esempio durante l'attacco alla Corea del 1592.
A metà del periodo Joseon (tardo XVII secolo) divenne famosa la porcellana bianca e azzurra. I disegni erano dipinti in blu cobalto su porcellana bianca. Con la crescita dell'egemonia del Giappone sulla Penisola coreana verso la fine del XIX secolo, la tradizione locale della porcellana in gran parte declinò a favore delle importazioni giapponesi. Tuttavia, il fatto che il Giappone abbia trasferito con la forza intere città di vasai coreani per accrescere la cultura della ceramica in Giappone cancella l'idea errata che la cultura della ceramica giapponese sia fiorita all'epoca.

## Stile di vita

### Case

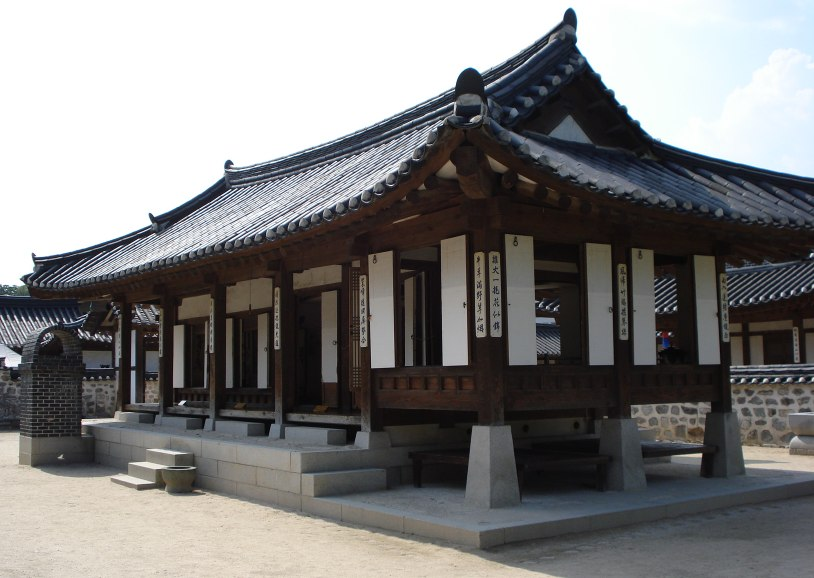
Casa tradizionale, hanok

In Corea i siti di residenza sono tradizionalmente selezionati facendo ricorso alla geomanzia. Si crede che qualsiasi configurazione topografica generi invisibili forze del bene o del male (gi). Le energie negative e positive (yin e yang) devono essere portate in equilibrio.
Una casa dovrebbe essere costruita contro una collina e con la facciata rivolta a sud per ricevere quanta più luce solare possibile. Questo orientamento è ancora preferito nella Corea moderna. La geomanzia influenza anche la forma dell'edificio, la direzione verso cui guarda ed il materiale con cui è costruito.
Le case coreane tradizionali possono essere strutturate in un'ala interna (anchae) ed una esterna (sarangchae). La disposizione individuale dipende in gran parte dalla regione e dalla ricchezza della famiglia. Mentre gli aristocratici usavano l'ala esterna per i ricevimenti, i più poveri nella sarangchae tenevano il bestiame. Più ricca era una famiglia, più grande era la casa. Tuttavia, era proibito a qualsiasi famiglia eccetto il re di avere una residenza di più di 99 kan. Un kan è la distanza tra due colonne usate nelle case tradizionali.
L'ala interna normalmente consisteva di un soggiorno, una cucina ed una sala centrale con il pavimento di legno. A questa potevano essere annesse altre più stanze. Gli agricoltori più poveri non avevano alcuna ala esterna. Il riscaldamento del pavimento (ondol) si usa da secoli in Corea. I principali materiali per gli edifici sono legno, argilla, tegola, pietra e paglia. Poiché legno e argilla erano i materiali più comuni utilizzati in passato, non molti vecchi edifici sono sopravvissuti fino ai giorni nostri. Il rapimento da parte del Giappone di un'intera città nota per le sue abilità nella costruzione dei castelli portò alla costruzione dei più famosi castelli e palazzi giapponesi, un atto che il governo giapponese ha riconosciuto e di cui si è scusato in modo formale.

### Giardini

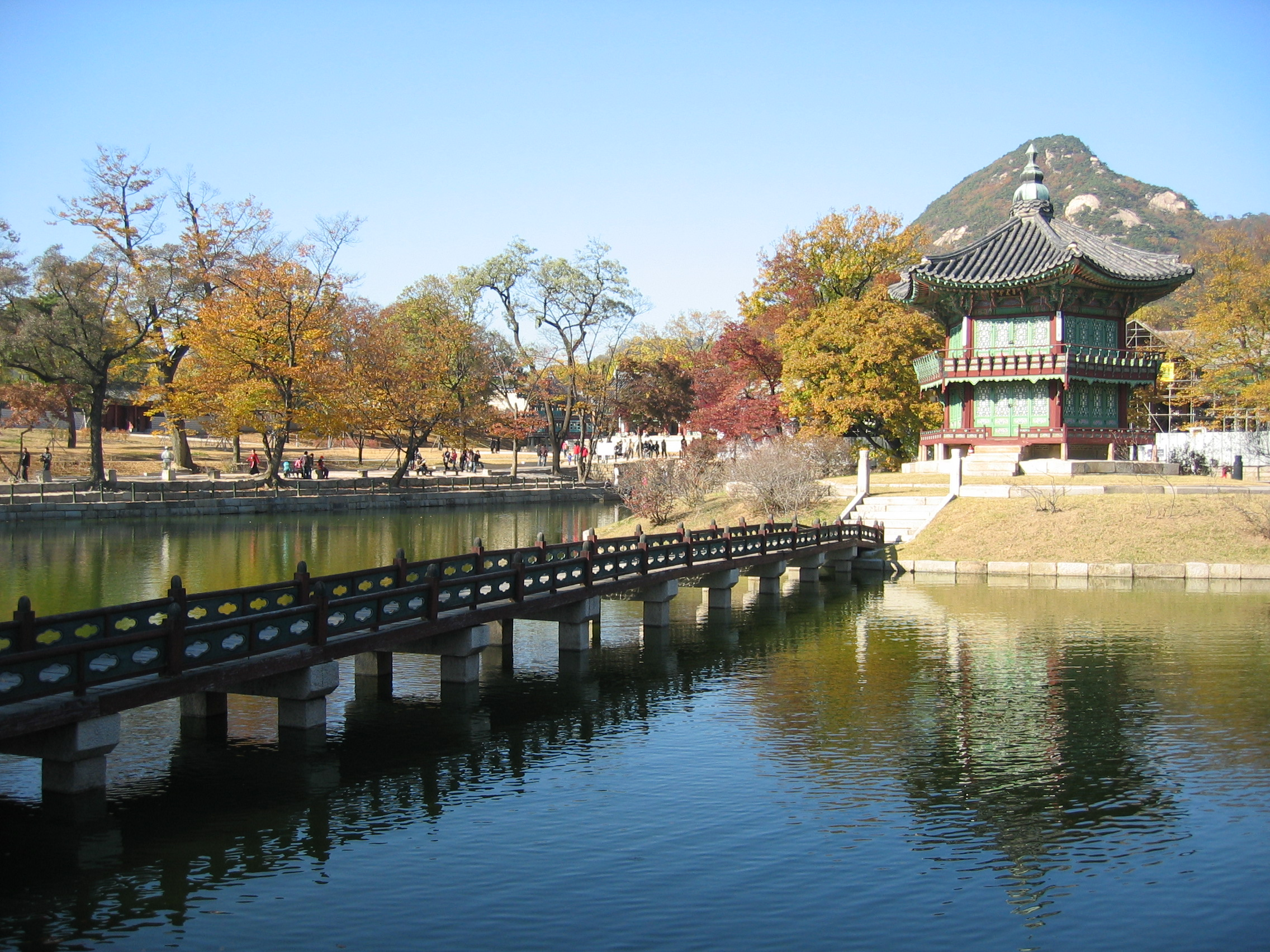
Hyangwonjeong, un giardino a Gyeongbokgung, Seul

I principi dei giardini dei templi e dei giardini privati sono gli stessi. Essi generalmente assomigliano ai giardini cinesi, e i Giapponesi a loro volta adottarono una disposizione simile per i loro giardini dalla Corea. Parte della ragione è che il giardinaggio in Asia orientale è profondamente influenzato dal Taoismo. Il Taoismo enfatizza la natura ed il mistero, prestando grande attenzione ai dettagli della disposizione. In contrasto con i giardini giapponesi e cinesi che sono riempiti di elementi fatti dall'uomo, i giardini coreani tradizionali evitano tutto ciò che è artificiale, cercando di apparire più naturali della natura stessa.
Lo stagno di loto è un'importante caratteristica del giardino coreano, se c'è un corso d'acqua naturale, spesso accanto ad esso viene costruito un padiglione, che consente il piacere di osservare l'acqua. I letti di fiori a terrazza sono una caratteristica comune nei giardini coreani tradizionali.
Il sito di Poseokjeong vicino a Gyeongju fu costruito nel periodo Silla. Esso mette in luce l'importanza dell'acqua nei giardini coreani di tipo tradizionale. Il giardino di Poseokjeong mostra un corso d'acqua a forma di orecchia di mare. Durante gli ultimi giorni del regno di Silla, gli ospiti del re sedevano a chiacchierare lungo il corso d'acqua, mentre coppe di vino venivano lasciate galleggiare durante i banchetti.

### Abbigliamento

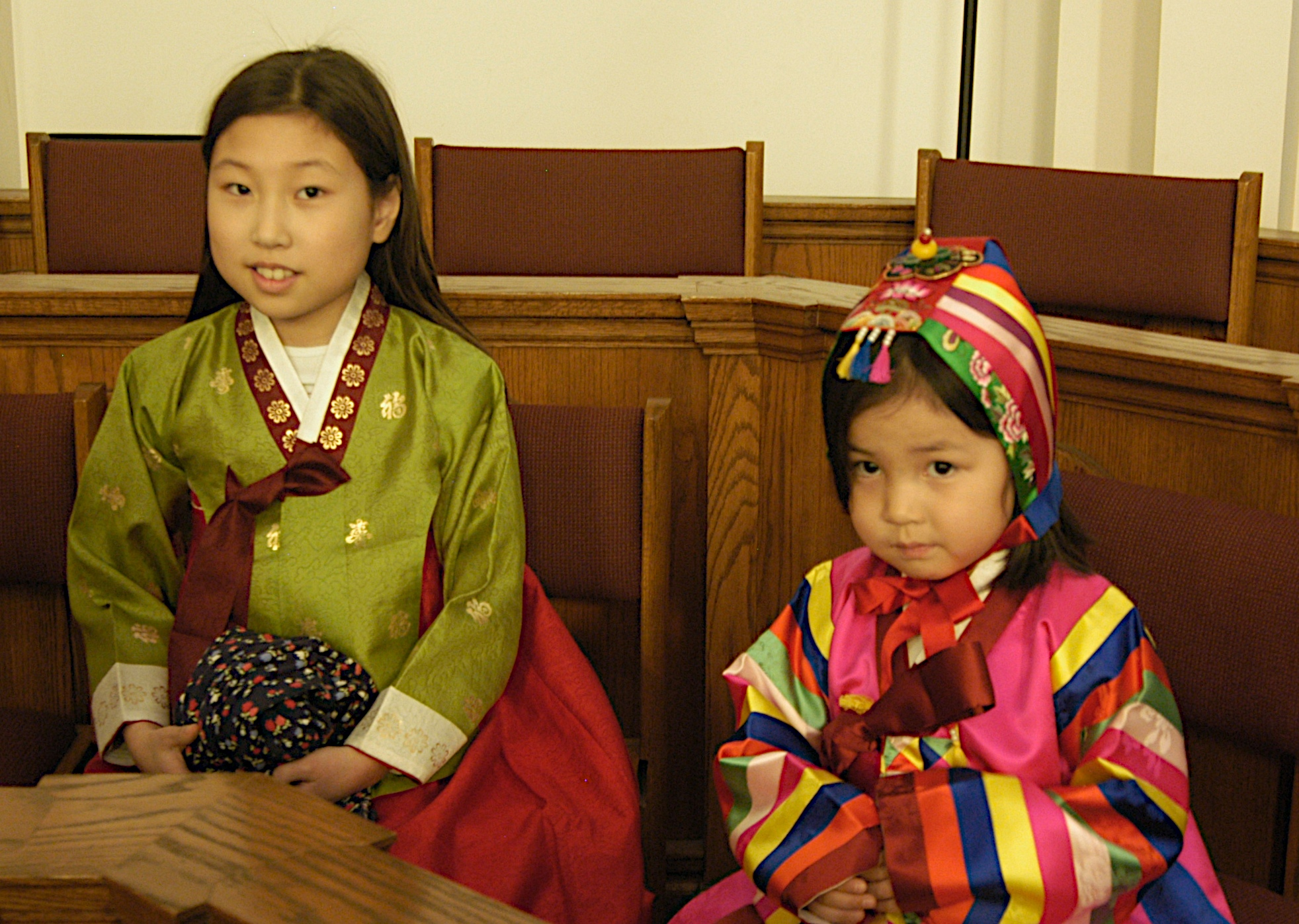
Hanbok

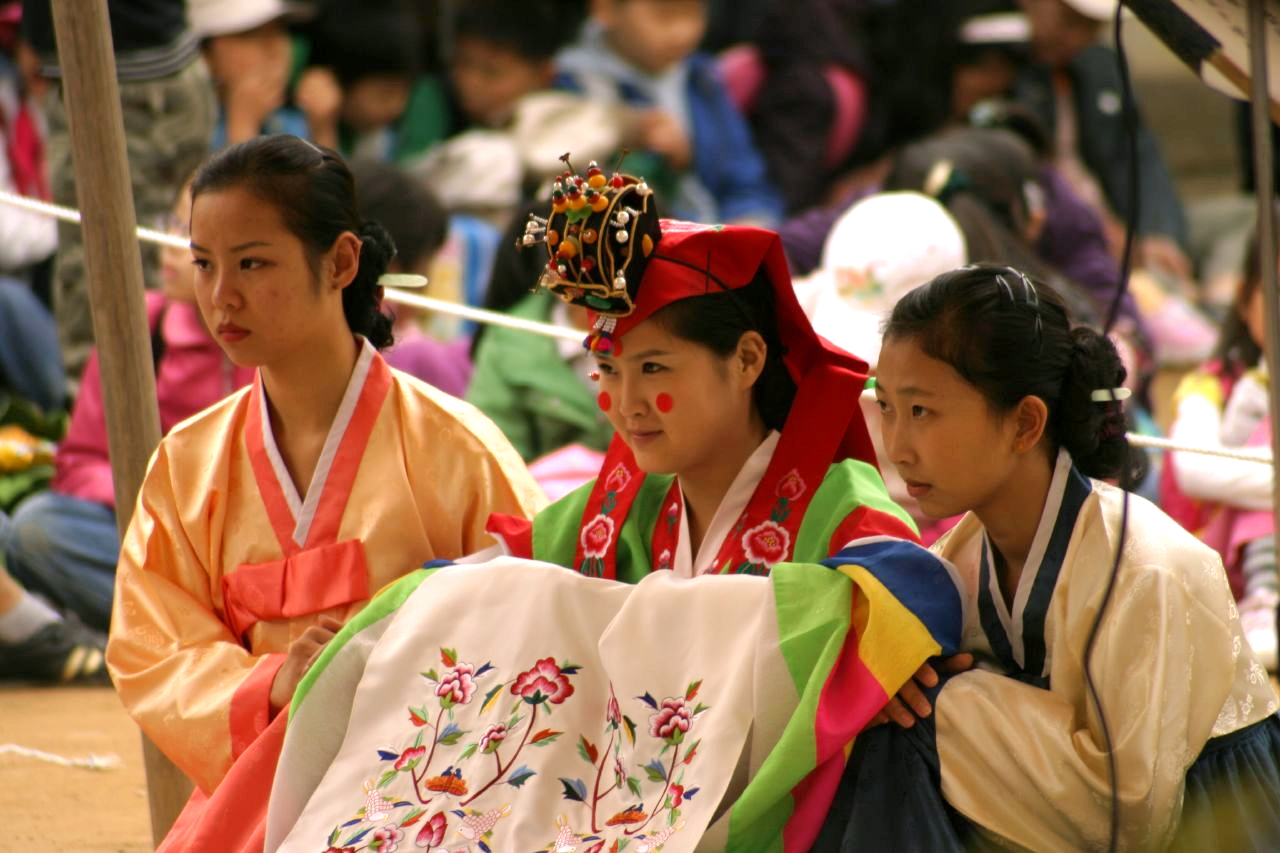
Hwarot, abito da sposa

L'abito tradizionale conosciuto come hanbok (chiamato joseonot in Corea del Nord) s'indossa sin dai tempi antichi. Esso consiste di una camicia (jeogori) e di pantaloni (baji). Il cappello tradizionale si chiama gwanmo ed esso è attribuito un significato particolare.
A seconda dello stato sociale, i Coreani erano soliti vestire diversamente, rendendo l'abbigliamento un importante segno del rango sociale. Costumi impressionanti, ma talvolta ingombranti, erano indossati dalla classe dominante e dalla famiglia reale. Anche i gioielli erano usati per distinguersi dalla gente comune. Un gioiello tradizionale per le donne era un pendente modellato a forma di certi elementi della natura, fatto di gemme preziose, a cui era legato un fiocco di seta.
La gente comune si limitava spesso a vestiti semplici non colorati. Questo abbigliamento da tutti i giorni subì relativamente pochi cambiamenti durante il periodo Joseon. L'abbigliamento quotidiano basilare era comune a tutti, ma si facevano distinzioni negli abiti ufficiali e da cerimonia.
Durante l'inverno la gente indossava abiti imbottiti di cotone, ma erano diffuse anche le pellicce. Poiché le persone comuni indossavano normalmente materiali semplicemente bianchi, non colorati, venivano spesso designati come quelli vestiti di bianco.
Gli hanbok sono classificati secondo i loro scopi: abito da tutti i giorni, abito cerimoniale e abito speciale. Gli abiti cerimoniali s'indossano in occasioni formali, tra cui il primo compleanno di un bambino (doljanchi), un matrimonio o un funerale. Gli abiti speciali sono destinati a personaggi aventi particolari funzioni come sciamani, ufficiali.
Oggi l'hanbok si usa ancora durante le occasioni formali. L'uso quotidiano di quest'abito, tuttavia, è andato perduto, anche se è indossato ancora dagli anziani come pure dai ceti attivi dei superstiti delle famiglie aristocratiche della dinastia Chosun.

### Cucina

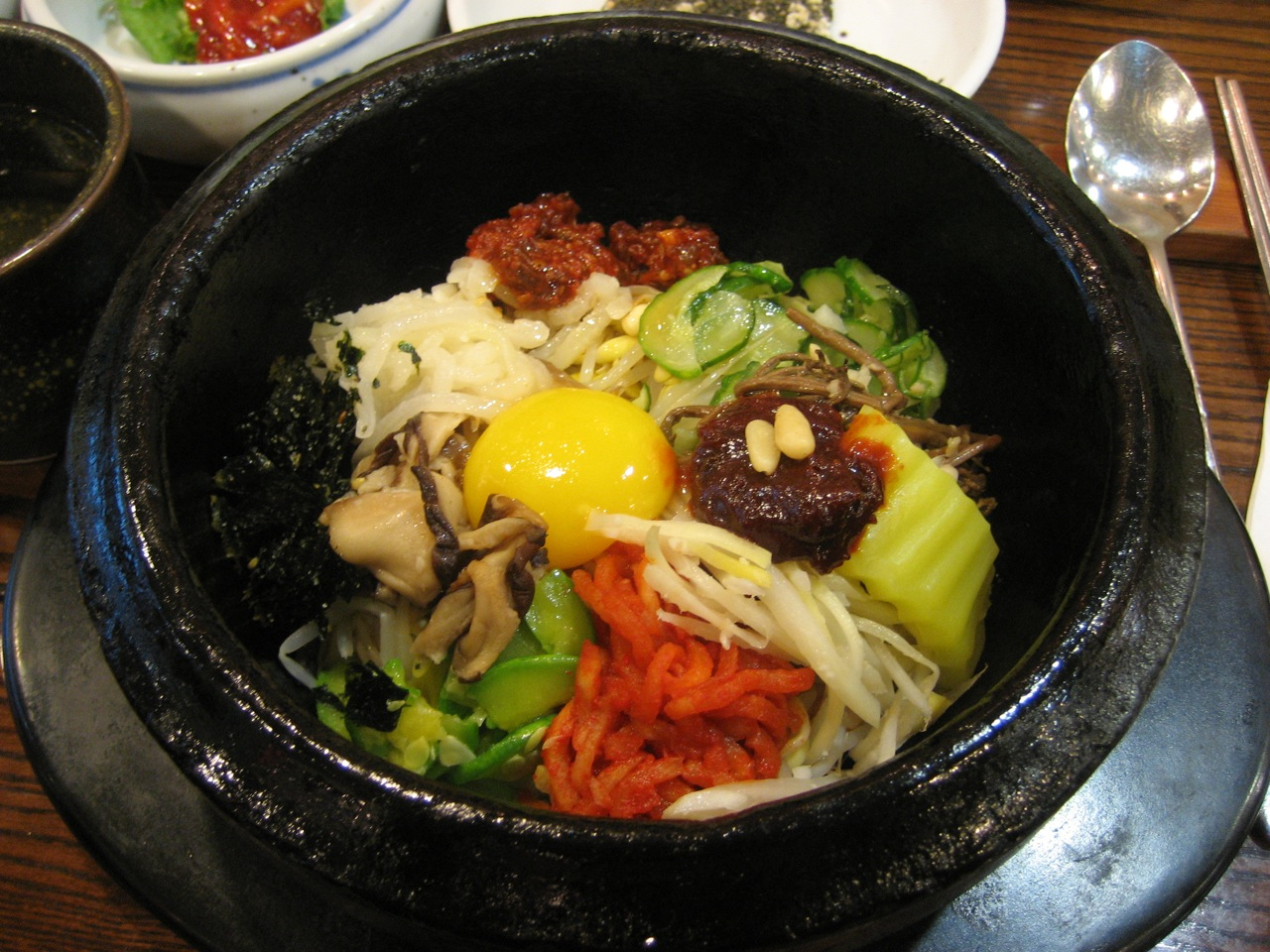
Bibimbap

Il riso è l'alimento base della Corea. Essendo stato fino ai tempi recenti un paese quasi esclusivamente agricolo, le ricette essenziali in Corea sono modellate da questa esperienza. Le principali colture in Corea sono riso, orzo e fagioli, ma se ne usano molte altre. Essendo la Corea una penisola sono ugualmente importanti il pesce ed altri prodotti ittici.
Nei tempi antichi erano sviluppate anche le ricette fermentate. Queste comprendono il pesce in salamoia e le verdure sottaceto. Questo tipo di cibo fornisce proteine e vitamine essenziali durante l'inverno.
Sono stati sviluppati numerosi menù. Questi si possono dividere in cibi cerimoniali e cibi rituali. I cibi cerimoniali si usano quando un bambino raggiunge i 100 giorni, al primo compleanno, ad una cerimonia nuziale e al sedicesimo compleanno. I cibi rituali si usano ai funerali, ai riti ancestrali, nelle offerte dello sciamano e come cibo per il tempio.
Il cibo per il tempio si distingue in quanto non utilizza i comuni cinque ingredienti dai sapori forti della cucina coreana (aglio, erba cipollina, scalogno selvatico, porro e zenzero), né la carne.
Per le cerimonie e i rituali sono vitali i dolci di riso. La colorazione del cibo e gli ingredienti delle ricette sono abbinati con un equilibrio di yin e yang.
Oggi, il surasang (cucina tradizionale di corte) è disponibile per l'intera popolazione. In passato i piatti vegetali erano essenziali, ma il consumo di carne è aumentato. I piatti tradizionali comprendono ssambap, bulgogi, sinseollo, kimchi, bibimbap, e gujeolpan.

### Tè

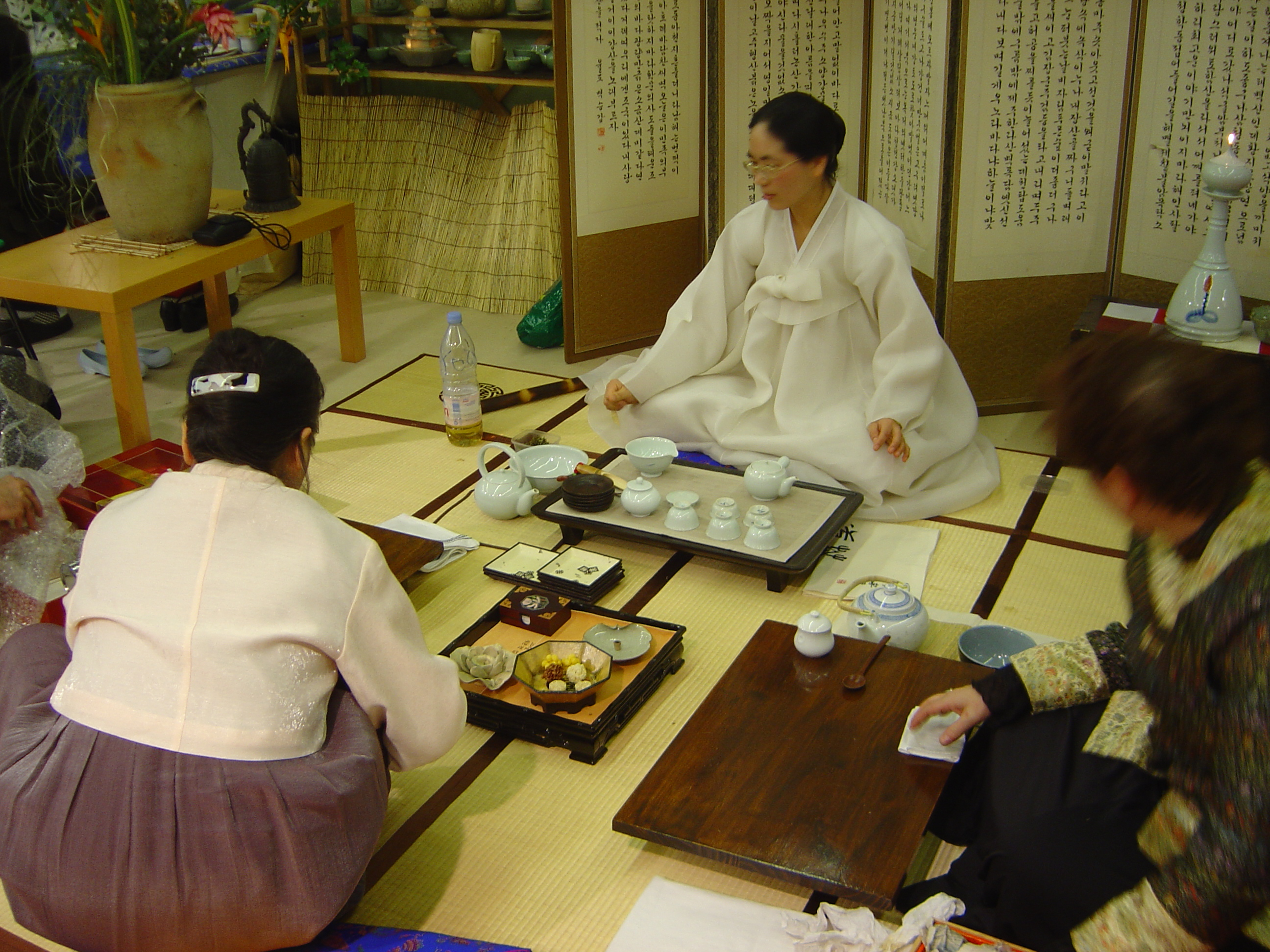
Darye, cerimonia del tè coreana

Il tè in Corea risale ad oltre 2.000 anni fa. Esso faceva parte di numerose ricette per il culto, in quanto si sperava che i buoni profumi avrebbero raggiunto gli dei celesti. Il tè fu portato in Corea, contestualmente all'introduzione del buddhismo dalla Cina, e diede in seguito origine alla cerimonia del tè coreana, di cui la Corea ha oltre 3.000 versioni.
Originariamente il tè era utilizzato per scopi cerimoniali o come parte della medicina erboristica tradizionale. Il tè verde, com'è usato in Cina ed in Giappone, non è il solo tipo di tè bevuto in Corea. Vengono gustati infatti un gran numero di tè a base di frutti, foglie, semi o radici, e se ne distinguono cinque gusti: dolce, aspro, salato, amaro e pungente.

### Feste del calendario lunare

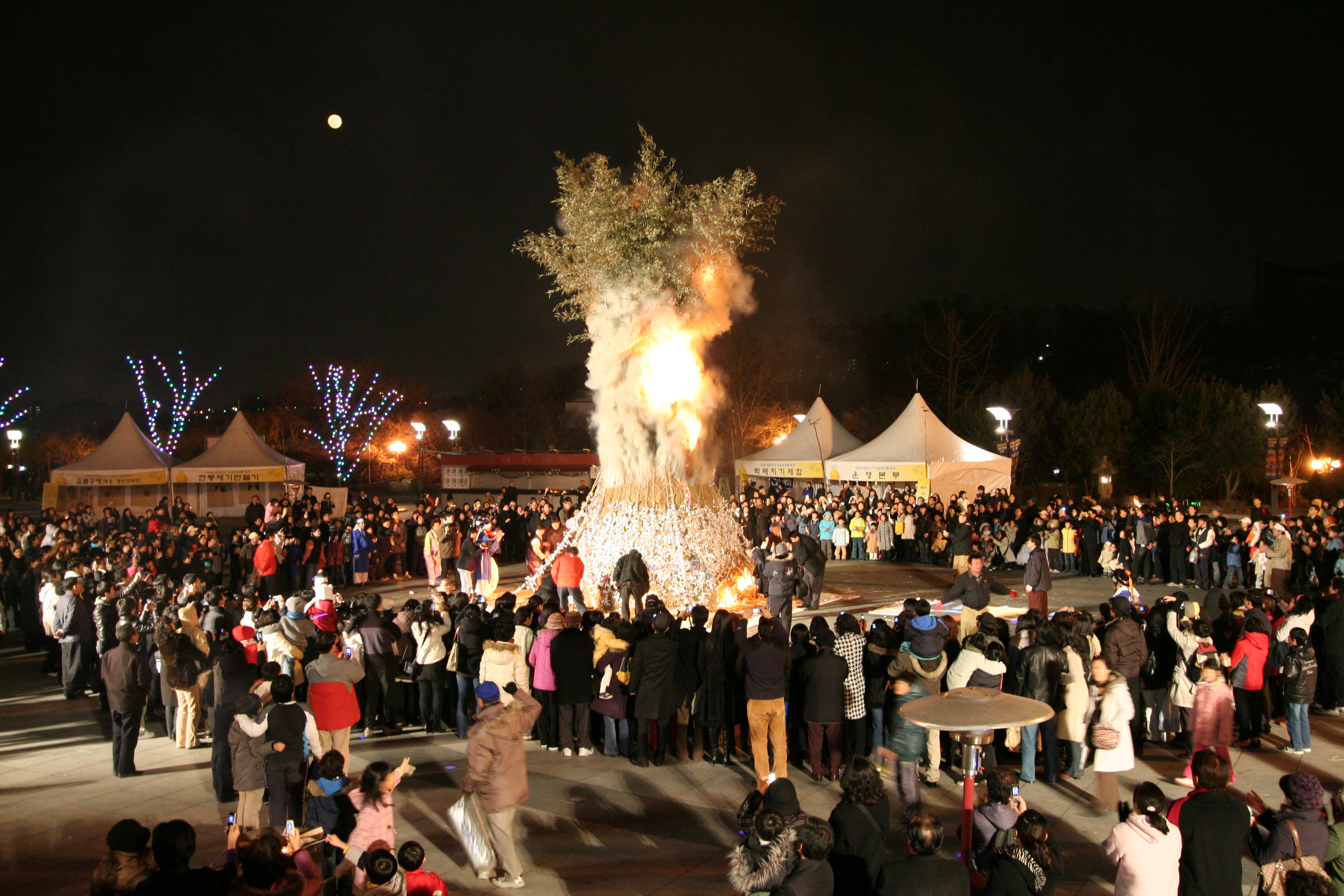
Daeboreum

Il calendario coreano tradizionale era basato sul calendario lunisolare. Le date sono calcolate in base al meridiano della Corea, e le pratiche e le feste sono radicate nella cultura coreana. Il calendario lunare coreano è diviso in 24 punti di svolta (jeolgi), ciascuno della durata di circa 15 giorni. Il calendario lunare era il riferimento temporale per la società agraria del passato, ma sta scomparendo nel moderno stile di vita coreano.
Il calendario gregoriano fu adottato ufficialmente nel 1895, ma le festività tradizionali ed il computo dell'età sono ancora basate sul vecchio calendario. Le generazioni più anziane celebrano ancora i loro compleanni secondo il calendario lunare.
La più grande festa della Corea oggi è Seollal (il tradizionale Capodanno coreano). Altre importanti feste includono Daeboreum (la prima luna piena), Dano (festa di primavera) e Chuseok (festa del raccolto).
Ci sono anche numerose feste regionali, celebrate secondo il calendario lunare.

### Giochi

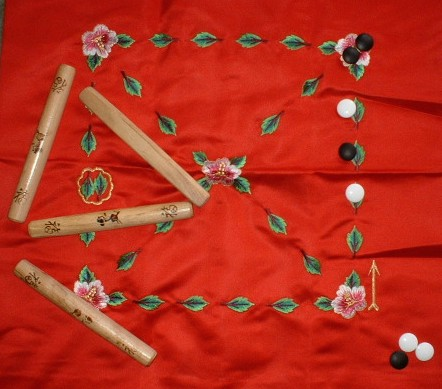
Il gioco da tavolo yut

Ci sono vari giochi da tavolo praticati in Corea. Baduk è il nome coreano per quello che in occidente è conosciuto come go, Questo gioco è particolarmente popolare tra gli uomini di mezza età ed anziani. Ha uno stato simile a quello degli scacchi nelle culture occidentali. C'è anche una versione coreana degli scacchi chiamata janggi, basata su una vecchia versione degli scacchi cinesi. Lo yut è un popolare gioco da tavolo per famiglie con cui ci si diverte in tutto il paese, specialmente durante le vacanze.
Non più praticato comunemente, tranne che in occasioni speciali, il chajeon nori è un gioco tradizionale che coinvolge due squadre di paesani in un gigantesco incontro di giostra.
Molti giochi popolari sono associati a riti sciamanici e sono stati tramandati da una generazione all'altra. tre riti sono importanti rispetto ai giochi popolari: yeonggo, dongmaeng e mucheon. Lo yeonggo è un'esibizione di tamburi per invocare gli spiriti. Il dongmaeng è una cerimonia per il raccolto, mentre il mucheon è una serie di danze per il cielo. queste esibizioni furono raffinate durante il periodo dei Tre Regni e vennero aggiunti i giochi.
Il ssirŭm è una forma di lotta libera tradizionale. Altri giochi tradizionali comprendono il tiro di frecce in una pentola (tuho) e un gioco di lancio dei bastoni (jeopo). Ci sono anche le lotte con le pietre (seokjeon), l'andare in altalena (geunetagi), il dramma con balli mascherati, e un gioco di pallone (gyeokku).

### Credenze

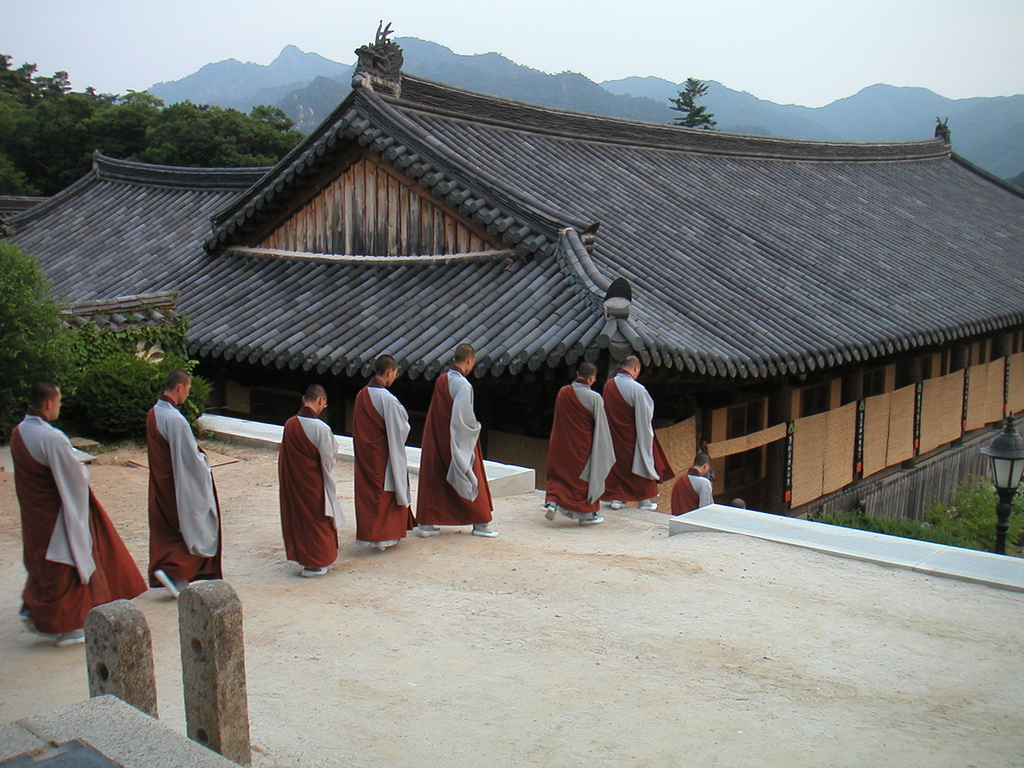
Tempio di Haeinsa

La religione originale del popolo coreano era lo sciamanesimo che, anche se non diffusa come nei tempi antichi, sopravvive ancora ai giorni nostri. Alle sciamane femminili o mudang si ricorre spesso per procurarsi l'aiuto di vari spiriti e raggiungere gli scopi più disparati.
Il buddhismo e il confucianesimo furono introdotti in seguito in Corea attraverso gli scambi culturali con la Cina. Il buddhismo era la religione ufficiale della dinastia Goryeo, e molti privilegi furono concessi ai monaci buddhisti durante quel periodo. Tuttavia, il periodo Joseon vide la soppressione del buddhismo, allorquando i monaci e i templi buddhisti furono banditi dalle città e confinati nelle campagne. Al suo posto una rigida versione del confucianesimo, che alcuni ritengono ancora più rigida di quella adottata dai Cinesi, divenne la filosofia ufficiale.
Ancora oggi, il confucianesimo gioca un ruolo importante nella società coreana, com'è testimoniato dal fatto che il rispetto per gli anziani (uno dei pilastri della filosofia confuciana) è ancora un aspetto essenziale della vita familiare coreana. In tutta la storia e la cultura coreane, indipendentemente dalla separazione, le credenze tradizionali dello sciamanesimo, del buddhismo Mahāyāna, del confucianesimo e del taoismo sono rimaste un'influenza fondamentale della religione del popolo coreano nonché un aspetto vitale della sua cultura, ricordando che tutte queste tradizioni sono coesistite pacificamente per centinaia di anni fino ad oggi, malgrado la forte occidentalizzazione dovuta alle conversioni missionarie cristiane nel Sud o la pressione del comunismo del governo ateista della Corea del Nord.

## Siti del patrimonio mondiale
In Corea vi sono numerosi siti dichiarati patrimonio dell'umanità dall'UNESCO, quali il Santuario di Jongmyo, il Changdeokgung, i tempi Bulguksa e Haeinsa (il quale ospita i Tripitaka Koreana, i più antichi manoscritti lignei buddhisti del mondo), la fortezza di Hwaseong, i Siti dolmenici di Gochang, Hwasun e Ganghwa, le aree storiche di Gyeongju, il complesso di tombe Goguryeo e altri.